# Новобалтийский
Новобалти́йский — посёлок в Курском районе (муниципальном округе) Ставропольского края России.

## География
Расстояние до краевого центра: 232 км.
Расстояние до районного центра: 31 км.

## История
В 1972 году Указом Президиума ВС РСФСР посёлок подсобного хозяйства совхоза «Балтрабочий» переименован в Новобалтийский.
До 16 марта 2020 года входил в состав сельского поселения Балтийский сельсовет.

## Население
| 1989 | 2002 | 2010 | 2021 |
| ---- | ---- | ---- | ---- |
| 20   | ↗26  | ↘21  | ↘12  |

По данным переписи 2002 года в национальной структуре населения русские составляли 27 %, осетины — 54 %.